# Leptocheirus pinguis
Leptocheirus pinguis är en kräftdjursart som först beskrevs av William Stimpson 1853.  Leptocheirus pinguis ingår i släktet Leptocheirus och familjen Aoridae. Inga underarter finns listade i Catalogue of Life.